# Ralph McTell
Ralph McTell, artiestennaam van Ralph May, (Farnborough, 3 december 1944) is een Britse singer-songwriter en gitarist, die een belangrijke rol gespeeld heeft in de folkcultuur in Groot-Brittannië in de jaren 60.
Zijn bekendste nummer is Streets of London dat wereldwijd door meer dan 200 artiesten is gecoverd. In de jaren 80 schreef hij muziek voor twee Britse televisieprogramma's: Alphabet Zoo en Tickle on the tum. Ook zong hij de theme-song van The Wind in the Willows, een televisieserie uit 1983, gebaseerd op het gelijknamige boek van Kenneth Grahame.

## Biografie
Ralph May werd op 3 december 1944 geboren in Farnborough als kind van Winnifred en Frank May. In 1947 verliet Frank de familie, na een jaar eerder uit militaire dienst ontslagen te zijn. Ondanks het weggaan van hun vader en de nijpende armoede hadden Ralph en zijn broer Bruce (1946) een gelukkige kindertijd.
May was al op jonge leeftijd geïnteresseerd in muziek. Hij kreeg een plastic mondharmonica en leerde hem met de hulp van zijn grootvader bespelen. De broers brachten vele zomers door in Banbury, bij hun oom, tante en grootouders. Later beschreef Ralph deze herinneringen in zijn lied Barges.
Er zijn een aantal personen geweest in Mays jeugd die een invloed op hem gehad hebben. De bovenburen van May waren een jonge Ier en zijn familie. Hij was een soort van vaderfiguur voor May, die veel waarde hechtte aan deze vriendschap. Op deze man is het lied Mr. Connaughton geïnspireerd. May wijdde ook een nummer aan zijn lerares van de zondagsschool, namelijk Mrs. Adlam's Angels.
In 1952 probeerden twee jongeren een magazijn in Croydon (waar May zijn jeugd doorbracht) binnen te dringen. Een van hen, Christopher Craig, schoot op een politieagent, die overleed, terwijl de andere, Derek Bentley, zich meteen overgaf aan de politie. Desalniettemin werd Bentley (die toen meerderjarig was) veroordeeld tot de doodstraf voor medeplichtigheid aan doodslag. McTell zegt hierover: "Mijn moeder kende de Bentleys. Ik was ongeveer 8 jaar, maar zelfs toen zag ik de horror en onrechtvaardigheid van het executeren van een tiener voor een moord die hij niet gepleegd had." ("My mum knew the Bentleys. I was about eight, but even then I could see the horror and injustice of executing a teenager for a murder he didn't commit.") Dit gevoel van onrechtvaardigheid wordt duidelijk in het lied Bentley & Craig.
Als tiener ging May naar de John Ruskin Grammar School. Hoewel hij een slimme leerling was, deed hij het niet zo goed op school. Veel van zijn medeleerlingen kwamen uit rijkere families en hoewel hij veel vrienden had, voelde hij zich er niet in passen.
Op school begon hij zich meer bezig te houden met muziek: hij was gefascineerd door skiffle en de Amerikaanse rock-'n-roll. Hij kon een oude ukelele te pakken krijgen en leerde het instrument te bespelen. Over de eerste keer dat hij speelde zegt McTell: "Ik was verbijsterd - het was zo magisch!" ("I was thunderstruck - it was like magic!"). In zijn tweede jaar op John Ruskin richtte May een skiffleband op.
Toen hij 15 was, wilde May koste wat het kost weg van school, en in 1959 schreef hij zich in voor legerdienst. Het legerleven bleek echter veel slechter dan school, en na zes maanden kocht hij zichzelf uit. Hierna ging hij verder met zijn opleiding aan een technisch college, waar hij verschillende goede resultaten haalde, onder andere in kunst.
In het college raakte May geïnteresseerd in de beatnikcultuur. Naast het lezen van werken van onder anderen Jack Kerouac en Allen Ginsberg, ontdekte hij de Afro-Amerikaanse muziek. Geïnspireerd door artiesten als Ramblin' Jack Elliott, Robert Johnson en Muddy Waters, kocht hij een gitaar en begon te oefenen.
Samen met een groep van vrienden die dezelfde muziekinteresse hadden, trok hij er vaak op uit. Hij werd overgehaald om in een bluegrassband te spelen die The Hickory Nuts heette en die heel Engeland doortrok.
May begon ook buiten Engeland te reizen. Zo bezocht hij Frankrijk, België, Duitsland, Italië, Joegoslavië en Griekenland. Hij kwam vaak in Parijs, waar hij samen met een vriend uit Croydon zijn geld verdiende door als straatmuzikant bij de rij wachtenden voor de bioscoop te gaan spelen. In Parijs ontmoette hij ook een Amerikaanse gitarist, Gary Petersen, van wie hij veel bijleerde over onder andere ragtime.
In de lente van 1966 ontmoette May een andere uitwijkeling in Parijs, de Noorse Nanna Stein. Al snel werden ze onafscheidelijk. Toen ze terug in Engeland waren, woonden ze in een caravan in Cornwall. Samen met Wizz Jones, die hij had ontmoet op zijn reizen door Engeland, trad hij regelmatig op in Cornwall. Het was ook Jones die de naam "McTell" voorstelde, naar de artiest Blind Willie McTell.
Eind 1966 verwachtten Ralph en Nanna hun eerste kind. Ze trouwden op 30 november in Noorwegen, en keerden daarna terug naar Croydon. Hun eerste kind, Sam, werd geboren op 21 januari 1967
Na een mislukte poging te studeren voor leerkracht, besloot McTell zich voltijds bezig te houden met muziek.
In 1967 sloot McTell een deal met Transatlantic Records en tegen het einde van het jaar was zijn eerste album klaar. Eight Frames a Second werd uitgegeven begin 1968. De uitgave van het album betekende meer werk, en dus werd Bruce (McTells broer) zijn manager en booking agent.
Op zijn tweede album Spiral Staircase uit einde 1968 stond de eerste versie van Streets of London.
Zijn derde album, My side of your window werd door het tijdschrift Melody Makers tot Folk album of the month uitgeroepen. Hierna kwamen nog vele albums bij Transatlantic uit.
Toen hij begon te toeren in de VS tekende McTell eerst voor een contract met Paramount Records, maar omdat deze niet wilden meewerkten stapte hij over naar Warner Bros. Records. Paramount bracht wel een nieuwe versie van Streets of London voor de Amerikaanse release van het album You Well Meaning Brought Me Here. Het nummer werd ook als een single uitgegeven in Nederland, waar het in mei naar de 9de plaats geklommen was.
In 1982 werd McTell gevraagd voor het televisieprogramma Alphabet Zoo, een reeks kinderprogramma's rond de liedjes van McTell. De eerste serie, uit 1983, werd een groot succes en uit de tweede reeks kwamen twee nieuwe albums voort: Songs From Alphabet Zoo en Best of Alphabet Zoo. Ook presenteerde hij in 1983 zijn eigen muziekprogramma op BBC Radio 2.
In 1984 werkte McTell mee aan een ander kinderprogramma, Tickle on the tum, dat opnieuw rond zijn liedjes draaide. Hier kwam het album The Best of - Tickle on the Tum uit 1986 uit voort.
Hierna ging McTell zich weer concentreren op zijn muziekcarrière. Hij heeft tot nu toe 49 eigen albums uitgebracht.

## Discografie

### Albums
- Eight Frames a Second Transatlantic 1968 (lp)
- Spiral Staircase Transatlantic 1969 (lp)
- My Side of Your Window   Transatlantic 1969 (lp)
- Revisited   Transatlantic 1970 (lp) (Remix)
- You Well-Meaning Brought Me Here   Famous 1971 (lp)
- Not Till Tomorrow   Reprise 1972 (lp)
- Easy   Reprise 1974 (lp)
- Streets...   Warner Bros. 1975 (lp)
- Right Side Up   Warner Bros. 1976 (lp)
- Ralph, Albert & Sydney   Warner Bros. 1977 (lp) (live)
- Slide Away the Screen   Warner Bros. 1979 (lp)
- Water Of Dreams   Mays 1982 (lp)
- Songs From Alphabet Zoo   Mays 1983 (lp)
- Best of Alphabet Zoo   Mays 1983 (lp)
- At the End of a Perfect Day   Telstar	1985 (lp)
- The Best of - Tickle on the Tum   Mays 1986 (lp)
- Bridge of Sighs   Mays 1986 (lp)
- The Very Best of Ralph McTell   Start 1988 (lp) (cd) (Compilatie)
- Blue Skies Black Heroes   Leola 1988 (lp) (cd)
- A Collection of His Love Songs   Castle 1989 (dubbele lp) (cd) (compilatie)
- Stealin' Back   Castle 1990 (cd)
- Silver Celebration   Castle 1992 (cd) (compilatie)
- The Boy with a Note   Leola 1992 (cd)
- Sand in Your Shoes   Transatlantic 1995 (cd)
- Songs for Six Strings Vol II   Leola 1996 (cd) (live)
- Live at the Town Hall  Leola 1998 (VHS) (live)
- Travelling Man   Leola 1999 (dubbele cd) (live)
- Red Sky   Leola 2000 (cd)
- National Treasure   Leola 2002 (cd)
- The London Show  Leola 2005 (dvd) (live)
- Gates of Eden  Leola 2006 (cd)
- The Journey – Recordings 1965-2006   Leola 2006 (4-cd box set)
- As Far As I Can Tell   Leola 2007 (drie cd's) (audioboek)
- The Definitive Collection   Highpoint 2007 (cd) (compilatie)
- McTell on The Mall  Leola 2008 (dvd) (live)
- Streets of London and Other Story Songs Leola 2009 (download) (compilatie)
- Affairs of the Heart Leola 2010 (4-cd box set) (Compilatie)
- Somewhere Down the Road Leola 2010 (cd)

### Nieuwe uitgaven van albums
- Love Grows   Mays 1982 - lp-remix van Slide Away the Screen met extra nummers
- The Complete Alphabet Zoo  Road Goes on Forever 1993 – cd met extra nummers
- Slide Away the Screen and Other Stories   Road Goes on Forever 1994 – cd met extra nummers
- Streets...   Leola 1995 – cd met extra nummers
- Ralph, Albert & Sydney (Songs for Six Strings Vol 1)   Leola 1997 - cd met extra nummers
- Easy   Leola 1999 - cd met extra nummers
- Right Side Up   Leola 2001 - cd met extra nummers
- Water of Dreams   Leola 2003 - cd met extra nummers
- Eight Frames a Second   Transatlantic 2007 – cd met extra nummers
- Spiral Staircase   Transatlantic 2007 – cd met extra nummers
- My Side of Your Window   Transatlantic 2007 – cd met extra nummers

### Andere albums met bijdragen van McTell
- Just Guitars   (diverse artiesten) CBS 1984 (lp) (live)
- Tickle on the Tum: Stories and Songs  (diverse artiesten) St Michael 1984 (Cassette)
- Saturday Rolling Around   (The GP’s) Woodworm 1992 (cd) (live)
- Musical Tour of Scotland   (Billy Connolly) Tickety-Boo 1995 (cd)
- One for Jonah   (diverse artiesten) FooPoo 2004 (cd) (live)
- Tickle on the Tum: The Complete Series One  (diverse artiesten) Revelation Films 2010 (dvd)

## Hitlijsten

### Singles
| Single met eventuele hitnotering(en) in de Nederlandse Top 40 | Datum van verschijnen | Datum van binnenkomst | Hoogste positie | Aantal weken | Opmerkingen             |
| ------------------------------------------------------------- | --------------------- | --------------------- | --------------- | ------------ | ----------------------- |
| Streets of London                                             | 1972                  | 22-04-1972            | 9               | 8            | #8 in de Single Top 100 |
| Dreams of you                                                 | 1976                  | 03-01-1976            | tip18           | -            |                         |

### NPO Radio 2 Top 2000
| Nummer met noteringen in de NPO Radio 2 Top 2000 | '99 | '00 | '01 | '02 | '03 | '04  | '05 | '06 | '07 | '08 | '09 | '10 | '11  | '12 | '13 | '14 | '15 | '16  | '17  | '18  | '19  | '20  | '21  | '22  | '23  | '24  |
| ------------------------------------------------ | --- | --- | --- | --- | --- | ---- | --- | --- | --- | --- | --- | --- | ---- | --- | --- | --- | --- | ---- | ---- | ---- | ---- | ---- | ---- | ---- | ---- | ---- |
| Streets of London                                | 446 | 599 | 855 | 928 | 803 | 1313 | 766 | 799 | 915 | 842 | 958 | 932 | 1059 | 995 | 876 | 923 | 860 | 1113 | 1149 | 1467 | 1313 | 1344 | 1404 | 1338 | 1444 | 1474 |

1. ↑  Een vetgedrukt getal geeft de hoogste notering aan.